# Cruising California (Bumpin' in My Trunk)
«Cruising California (Bumpin' in My Trunk)» es una canción de la banda estadounidense de punk rock The Offspring. Es la sexta canción del noveno álbum de la banda, Days Go By, y fue lanzado como sencillo el 30 de abril de 2012. La carátula del sencillo muestra a la mascota de la banda, Fire Skull; ésta es la primera vez que se usa desde el álbum Splinter (2003). La canción y el videoclip satirizan la industria de la música pop mainstream. Recibió críticas variadas: las críticas negativas reprocharon la letra y la música, mientras que las críticas positivas notaron su sátira y la compararon con la canción «Pretty Fly (For A White Guy)». The Offspring comentaron que querían escribir una canción desenfadada para compensar los temas serios de Days Go By.

## Personal
- Dexter Holland – vocalista principal, guitarra rítmica (estudio)
- Noodles – guitarra principal, coros
- Greg K. – bajo, coros
- Pete Parada – batería, percusión (en directo y videoclip)
- Josh Freese – batería, percusión (estudio)